# Parexarnis obumbrata
Parexarnis obumbrata är en fjärilsart som beskrevs av Otto Staudinger 1889. Parexarnis obumbrata ingår i släktet Parexarnis och familjen nattflyn. Inga underarter finns listade i Catalogue of Life.